# Алиново
Алиново (пољ. Alinowo) је село у Пољској које се налази у војводству Великопољском у повјату Коњињском у општини Клечев.
Од 1975. до 1998. године ово насеље се налазило у Коњињском војводству.